# Scotinotylus millidgei
Scotinotylus millidgei är en spindelart som beskrevs av Kirill Yeskov 1989. Scotinotylus millidgei ingår i släktet Scotinotylus och familjen täckvävarspindlar. Inga underarter finns listade i Catalogue of Life.